# Alan Dinehart
Mason Alan Dinehart (nato Harold Alan Dinehart; Saint Paul, 3 ottobre 1889 – Hollywood, 18 luglio 1944) è stato un attore statunitense.

## Filmografia parziale
- La trovatella (The Brat), regia di John Ford (1931)
- Ragazze per la città (Girls About Town), regia di George Cukor (1931)
- The Trial of Vivienne Ware, regia di William K. Howard (1932)
- La scomparsa di miss Drake (Okay, America!), regia di Tay Garnett (1933)
- Figli di lusso (Sweepings), regia di John Cromwell (1933)
- Supernatural, regia di Victor Halperin (1933)
- A Study in Scarlet, regia di Edwin L. Marin (1933)
- La guardia del corpo (Her Bodyguard), regia di William Beaudine (1933)
- Bureau of Missing Persons, regia di Roy Del Ruth (1933)
- Il segreto di Nora Moran (The Sin of Nora Moran), regia di Phil Goldstone (1933)
- Jimmy il gentiluomo (Jimmy the Gent), regia di Michael Curtiz (1934)
- Zampa di gatto (The Cat’s-Paw), regia di Sam Taylor (1934)
- La nave di Satana (Dante's Inferno), regia di Harry Lachman (1935)
- Your Uncle Dudley, regia di Eugene Forde (1935)
- Human Cargo, regia di Allan Dwan (1936)
- La freccia avvelenata (Charlie Chan at the Race Track), regia di H. Bruce Humberstone (1936)
- Nata per danzare (Born to Dance), regia di Roy Del Ruth (1936)
- Step Lively, Jeeves!, regia di Eugene Forde (1937)
- Sigillo segreto (This Is My Affair), regia di William A. Seiter (1937)
- Baci sotto zero (Fifty Roads to Town), regia di Norman Taurog (1937)
- Quei cari parenti (Danger – Love at Work), regia di Otto Preminger (1937)
- Alì Babà va in città (Ali Baba Goes to Town), regia di David Butler (1937)
- Rondine senza nido (Rebecca of Sunnybrook Farm), regia di Allan Dwan (1938)
- Il manoscritto scomparso (Fast and Loose), regia di Edwin L. Marin (1939)
- Ho trovato una stella (Second Fiddle), regia di Sidney Lanfield (1939)
- L'assassino è in casa (Slightly Honorable), regia di Tay Garnett (1939)
- Girl Trouble, regia di Harold D. Schuster (1942)
- Sweet Rosie O'Grady, regia di Irving Cummings (1943)
- Che donna! (What a Woman!), regia di Irving Cummings (1943)
- Minstrel Man, regia di Joseph H. Lewis (1944)
- A Wave, a WAC and a Marine, regia di Phil Karlson (1944)